# Родригес, Рамон
Рамо́н Родри́гес (англ. Ramon Rodriguez; 20 декабря 1979, Рио-Пиедрас, Пуэрто-Рико) — американский киноактёр пуэрто-риканского происхождения. Наиболее известен своими ролями в телесериалах «Прослушка» (2006—2008) и «Новый день» (2006—2007), а также в фильмах «Трансформеры: Месть падших» и «Опасные пассажиры поезда 123».

## Жизнь и карьера
Родригес родился в Пуэрто-Рико, а вырос в Нижнем Ист-Сайде на Манхэттене. Обучался в New York City Lab School for Collaborative Studies и в The Leelanau School в штате Мичиган, где он играл в баскетбол. Он продолжал играть в баскетбол в течение двух лет в университете Wheeling Jesuit University в Западной Виргинии, до перехода в Нью-Йоркский университет, где он получил ученую степень в области спортивного маркетинга. У него есть три старшие сестры, а также трое младших братьев (которые живут в Пуэрто-Рико).
Родригес начал свою карьеру в 2005 году, когда сыграл в фильме «Путь Карлито 2: Восхождение к власти» и в телесериале «Спаси меня» в двух эпизодах. Далее он продолжал сниматься в таких телесериалах как «Закон и порядок: Специальный корпус», «Прослушка» и «Новый день». Он также появился в таких фильмах как «Белла», «Гордость и слава», «Сёрфер», «Опасные пассажиры поезда 123» и «Трансформеры: Месть падших». Он появился во второстепенной роли Джона Босли в телесериале «Ангелы Чарли».
В 2013 году получил главную роль детектива Райана Лопеса в телесериале «Преступные связи» канала Fox. Сериал транслировался в 2014 году и был закрыт после одного сезона.
В 2014 году получил роль Джо Пека в фильме «Need for Speed: Жажда скорости». В 2016 году получил одну из главных ролей в телесериале «Burn Your Maps», вместе с Верой Фармигой и Вирджинией Мэдсен. Он также сыграл главную мужскую роль в биографическом фильме «Leavey», вместе с Кейт Марой. В том же году он присоединился к актёрскому составу телесериала «Защитники» в роли Бакуто.

## Фильмография
| Год          |     | Русское название                              | Оригинальное название               | Роль                      |
| ------------ | --- | --------------------------------------------- | ----------------------------------- | ------------------------- |
| 2005         | ф   | Путь Карлито 2: Восхождение к власти          | Carlito's Way: Rise to Power        | Анхел Родригес            |
| 2005         | с   | Спаси меня                                    | Rescue Me                           | Кевин Васкес              |
| 2005         | кор |                                               | Dealbreaker                         | Рамон                     |
| 2005         | кор |                                               | 5G                                  | Джонни                    |
| 2006         | кор | Подражатель                                   | The Wannabe                         | Дэвид                     |
| 2006         | ф   | Айра и Эбби                                   | Ira and Abby                        | Джулио                    |
| 2006         | ф   | Белла                                         | Bella                               | Эдуардо                   |
| 2006—2007    | с   | Новый день                                    | Day Break                           | Дэмьен Ортис              |
| 2006         | с   | Закон и порядок: Специальный корпус           | Law & Order: Special Victims Unit   | ДиДжей Мэнни              |
| 2006—2008    | с   | Прослушка                                     | The Wire                            | Ренальдо                  |
| 2007         | тф  | Медсестры                                     | Nurses                              | Патрик Де Леон            |
| 2008         | ф   | Сёрфер                                        | Surfer, Dude                        | Лупе де ла Роса           |
| 2008         | ф   | Гордость и слава                              | Pride and Glory                     | Анхел Тезо                |
| 2009         | ф   | Опасные пассажиры поезда 123                  | The Taking of Pelham 123            | диспетчер Дельгадо        |
| 2009         | ф   | Трансформеры: Месть падших                    | Transformers: Revenge of the Fallen | Лео Шпитц                 |
| 2009         | тф  | Выход 19                                      | Exit 19                             | Рамон                     |
| 2010         | ф   |                                               | Harlem Hostel                       | Уилл                      |
| 2011         | ф   | Инопланетное вторжение: Битва за Лос-Анджелес | Battle: Los Angeles                 | лейтенант Уильям Мартинес |
| 2011         | с   | Ангелы Чарли                                  | Charlie's Angels                    | Джон Босли                |
| 2014         | с   | Преступные связи                              | Gang Related                        | Райан Лопес               |
| 2014         | ф   | Need for Speed: Жажда скорости                | Need for Speed                      | Джо Пек                   |
| 2016         | ф   | Сожги свои карты                              | Burn Your Maps                      | Batbayar                  |
| 2016         | ф   | Меган Ливи                                    | Megan Leavey                        | капрал Мэтт Моралес       |
| 2017—2018    | с   | Железный кулак                                | Iron Fist                           | Бакуто                    |
| 2017         | с   | Защитники                                     | The Defenders                       | Бакуто                    |
| 2018         | с   | Любовники                                     | The Affair                          | Бен Круз                  |
| 2020         | ф   | Айван, единственный и неповторимый            | The One and Only Ivan               | Джордж                    |
| 2023 — н. в. | с   | Уилл Трент                                    | Will Trent                          | Уилл Трент                |
| 2025         | ф   | Большая двадцатка                             | G20                                 | агент Мэнни Руиз          |

| Год  | Название                  | Оригинальное название     | Роль                   | Примечания              |
| ---- | ------------------------- | ------------------------- | ---------------------- | ----------------------- |
| 2016 | Battlefield Hardline      | Battlefield Hardline      | Марти, грабитель банка | голос                   |
| 2016 | Homefront: The Revolution | Homefront: The Revolution | Анджело                | голос и захват движений |